# Kasteel Le Fy
Het kasteel Le Fy ligt in Esneux, in de Belgische provincie Luik.

## Bezitsgeschiedenis
Château Le Fy werd gebouwd in 1904-1905 door Paul Saintenoy voor Jean-Edouard Jules Van Parys, schoonzoon van Ernest Solvay. In 1923 werd François Paul Lefévre de eigenaar. Deze was Belgisch consul in China. Van 1930 tot 1940 stond het leeg. Toen nam de Duitse bezetter er zijn intrek. Vanaf 1944 waren er Amerikaanse troepen in gelegerd. In 1951 werd het ter beschikking gesteld aan een organisatie van pater Dominique Pire voor de opvang van vluchtelingen uit Oost-Europese landen.
In 1964 werd het gebouw verlaten, en in 1982 werd het gekocht door de gemeente Esneux. Restauratiewerkzaamheden werden vanaf 1983 uitgevoerd, maar in 1985 brandde het dak af, wat provisorisch werd gedicht. Pas in 1995 werd een vereniging van vrienden van het kasteel opgericht.
De Nederlandse zakenman Arthur Paes kocht het kasteel in 2004, met in het contract opgenomen de garantie om het in oorspronkelijke staat te herstellen. Vanaf 2006 vonden de restauratiewerkzaamheden plaats. Het kasteel is inmiddels geheel gerestaureerd, maar kasteel en park zijn niet toegankelijk voor het publiek.

## Gebouw
Het kasteel, in eclectische stijl, werd ontworpen door Paul Saintenoy. Het geheel wordt gedomineerd door een 48 m hoge neogotische toren, waarvan de lantaarn 24 meter hoog is en die door vier hoektorentjes wordt bekroond. Op een rond venster bovenin bevindt zich een mozaïekmedaillon dat een vrouwenportret tegen gouden achtergrond voorstelt. Van de 20 dakvensters hebben er 11 een neorenaissancefronton met schelpmotief.
Het kasteelpark bestaat uit een Engelse tuin, een vier-seizoenentuin en een wilde tuin. Men kijkt hier uit over de Ourthe.
Kasteel en park zijn geklasseerd als monument.

## Legenden
Omtrent dit kasteel, dat door zijn grillige vormen een wat macabere uitstraling heeft, gaat de legende dat het medaillon een vrouw toont die hier ooit ingemetseld zou zijn geweest. 's Nachts zou men haar nog kunnen horen jammeren…
Een ander verhaal, omtrent de oorsprong van het kasteel, maakt gewag van het feit dat de pastoor van Esneux in 1889 een nieuwe, grotere kerk wilde doen bouwen. De (goddeloze?) heer Van Parys wilde geen uitzicht op een kerk, en bood de pastoor een bedrag aan mits deze zijn kerk in een lager gelegen deel van het stadje zou bouwen. Deze weigerde, waarop de heer Van Parys het hoge kasteel liet bouwen, zodat hij weer op de kerk kon neerkijken.